# Dorfkirche Braunsdorf (Auma-Weidatal)
Die evangelische Dorfkirche Braunsdorf steht im Stadtteil Braunsdorf der Stadt Auma-Weidatal im Landkreis Greiz in Thüringen.

## Geschichte

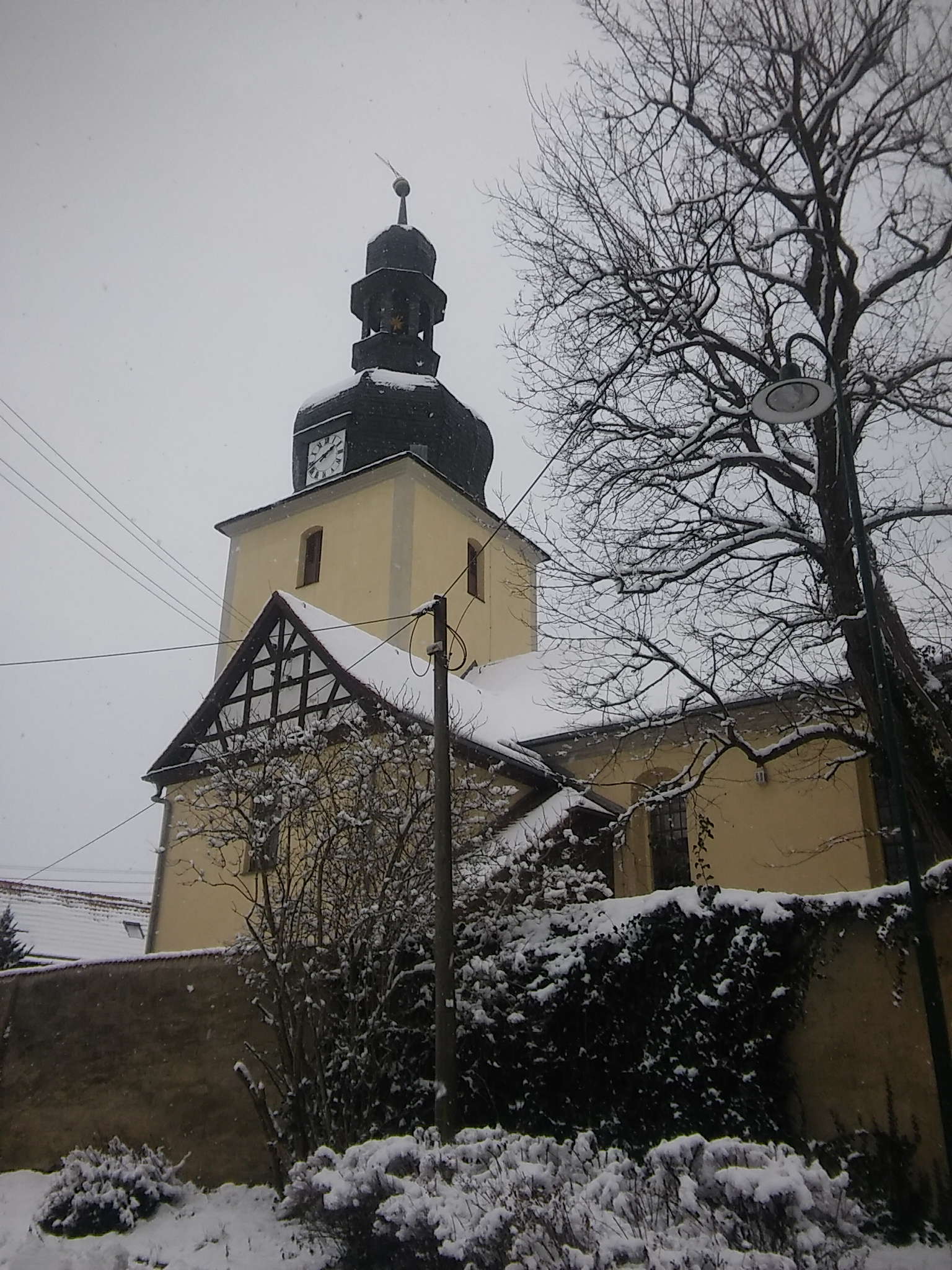

In Braunsdorf stand zunächst eine Holzkirche, die Ende des 14. Jahrhunderts niederbrannte. Ihr folgte eine massive Kirche, die 1732 baufällig war. Die jetzige Kirche wurde 1734 mit Unterstützung der Patronsherrin Freifrau von Zehren neu errichtet.
1834 baute man den Kanzelaltar mit 14 spätgotischen Heiligenfiguren ein. Er wurde aus dem ehemals am Platz stehenden Flügelaltar erbaut. Im Altarraum stehen zwei Epitaphe und weitere Grabplatten ehemaliger Patronats- und Rittergutsherren.
Die 1170 geschaffene Schnitzfigur Trauernder Johannes aus der Kirche wird seit 1917 in der Schnitzkunstsammlung des Thüringer Museums in der Predigerkirche in Eisenach aufbewahrt. In Braunsdorf steht ein Duplikat.
1912 bauten die Gebrüder Jehmlich aus Dresden die Orgel ein.
Das Geläut besteht aus vier Bronzeglocken, die große Glocke – seit 1510 im Besitz der Kirchengemeinde – blieb im Weltkrieg verschont. 1946 wurde auch die zum Einschmelzen beschlagnahmte Glocke wieder aufgefunden.

## Renovierungen
Das Gotteshaus wurde in den Jahren 1834, 1912 und 2009 renoviert.